# 同德镇
同德镇，是中华人民共和国四川省攀枝花市仁和区下辖的一个乡镇级行政单位。

## 行政区划
同德镇下辖以下地区：
同德街社区、共和村、新生村、双河村、新民村、马拉所村、龙塘村和道中桥村。